# Municipio de Walnut (condado de Polk)
El municipio de Walnut (en inglés: Walnut Township) es un municipio ubicado en el condado de Polk en el estado estadounidense de Iowa. En el año 2010 tenía una población de 66174 habitantes y una densidad poblacional de 958,18 personas por km².

## Geografía
El municipio de Walnut se encuentra ubicado en las coordenadas 41°35′3″N 93°45′11″O / 41.58417, -93.75306. Según la Oficina del Censo de los Estados Unidos, el municipio tiene una superficie total de 69.06 km², de la cual 67.25 km² corresponden a tierra firme y (2.62%) 1.81 km² es agua.

## Demografía
Según el censo de 2010, había 66174 personas residiendo en el municipio de Walnut. La densidad de población era de 958,18 hab./km². De los 66174 habitantes, el municipio de Walnut estaba compuesto por el 88.22% blancos, el 3.35% eran afroamericanos, el 0.15% eran amerindios, el 4.21% eran asiáticos, el 0.04% eran isleños del Pacífico, el 2.07% eran de otras razas y el 1.96% pertenecían a dos o más razas. Del total de la población el 6.11% eran hispanos o latinos de cualquier raza.